# Göran Lindgren (tecknare)
Göran Lindgren, född 1933 i Stockholm, är en svensk tecknare och illustratör, utbildad vid Konstfackskolan i Stockholm 1949-1955, då Konstfackskolan låg på Mäster Samulsgatan vid Sergels Ateljé i Klara.
Lindgren har varit verksam som tecknare och illustratör och som grafisk formgivare inom reklambranschen och förlagsbranschen, i ett flertal länder i Europa och i USA. På 1970- och 1980-talet illustrerade han ett antal språkböcker som fick mycket uppmärksamhet. Han har även arbetat med tecknad film för bland annat British Rail och Ahlgrens bilar. Andra stora kunder som han arbetat år är SAS, DN och IKEA. Lindgren är bland annat representerad vid Örebro läns museum